# Nootkadrilus frigidus
Nootkadrilus frigidus är en ringmaskart som först beskrevs av Brinkhurst 1971.  Nootkadrilus frigidus ingår i släktet Nootkadrilus och familjen glattmaskar. Inga underarter finns listade i Catalogue of Life.